# Kylie Jenner
Kylie Jenner   (Los Angeles, 10 d'agost de 1997) és una empresària, dissenyadora i model estatunidenca coneguda per la seva participació al reality show Keeping up with the Kardashians.
Als 14 anys, el 2012, Jenner va col·laborar amb la marca de roba PacSun amb la seva germana Kendall, i va crear una línia de roba, Kendall & Kylie. El 2015, va llançar la seva pròpia línia de cosmètics anomenada Kylie Lip Kits, que va passar a anomenar-se Kylie Cosmetics l'any següent.
Jenner ha estat una figura influent en la cultura pop des de mitjans de la dècada del 2010. El 2014 i el 2015, la revista Time va incloure les germanes Jenner a la seva llista de les adolescents més influents del món, citant la seva considerable influència entre els joves a les xarxes socials. El 2017, Jenner va ser inclosa a la llista Forbes Celebrity 100, convertint-se en la persona més jove a aparèixer a la llista. Jenner també va protagonitzar la seva pròpia sèrie derivada, Life of Kylie, que es va estrenar el 2017.
La riquesa de Jenner i la seva cobertura a Forbes han estat font de controvèrsia en el passat. El 2019, la revista va estimar el patrimoni net de Jenner en mil milions de dòlars i la va qualificar com la multimilionària autodidacta més jove del món amb 21 anys; la idea que Jenner s'hagi fet a si mateixa ha estat controvertida. El maig de 2020, Forbes va publicar una declaració acusant Jenner de falsificar documents fiscals per tal que aparegués com a multimilionària.

## Biografia
Filla de Kris i Bruce Jenner, la seva trajectòria professional s'ha desenvolupat sobretot en l'àmbit de la moda. Com a dissenyadora ha creat diverses línies de roba i cosmètica en solitari (Kylie Cosmetics, Kylie Skin, Kylie Baby i Kylie Swim), amb la seva germana Kendall Jenner (Kendall + Kylie), i amb algunes marques de moda, com ara Topshop.
Pel que fa a la seva trajectòria com a model, va començar treballant per la marca Sears i també ha treballat per Puma i Forever 21. Ha aparegut en publicacions com Vogue Austràlia o Seventeen.
L'any 2015 la revista Time la va definir com «l'adolescent més observada del món». L'any 2019 la revista Forbes la va definir com a multimilionària gràcies a la venda del 51% de la seva firma de cosmètics.
L'any 2017 va crear el seu propi reality show: Life of Kylie. També ha creat un videojoc i ha aparegut al videoclip Blue ocean de Jaden Smith (2015).
Al 2018 Travis Scott i Kylie Jenner van donar la benvinguda a la seva primera filla, Stormi Webster, i el 2022 va nàixer el segon fill de la parella, Wolf Webster, encara que posteriorment la celebritat va anunciar el canvi de nom del nadó.